# Iconaster longimanus
Iconaster longimanus is een zeester uit de familie Goniasteridae.
De wetenschappelijke naam van de soort werd in 1859 gepubliceerd door Karl August Möbius.